# Bożyce
Bożyce (do 1945 niem. Kreuzhorst) – część miasta Świnoujścia, w południowej części wyspy Karsibór, nad Kanałem Piastowskim. Znajduje się w Sołectwie Karsibór.
Nazwę Bożyce wprowadzono urzędowo w 1947 roku, zastępując poprzednią niemiecką nazwę Kreuzhorst.